# La Palma (Chalatenango)
La Palma è un comune del dipartimento di Chalatenango, in El Salvador.